# Giordano dei conti di Ceccano
Giordano da Ceccano (Campania, ... – 23 marzo 1206) è stato un cardinale italiano.

## Biografia
Giordano dei Conti di Ceccano, zio del conte Giovanni I da Ceccano, era un cistercense. Quando era abate di Fossanova, papa Clemente III lo elevò al rango di cardinale nel concistoro del 12 maggio 1188. Fu inviato in Germania con il cardinale Ottaviano Conti da Celestino III per intervenire della disputa tra il re Giovanni d'Inghilterra e l'arcivescovo di Rouen. Tra il 1188 e il 1205 fu cardinale presbitero di Santa Pudenziana. Morì il 23 marzo 1206.

## Conclavi
Il cardinale Giordano di Ceccano partecipò a due conclavi:
- 1191, che elesse Celestino III
- 1198, che elesse Innocenzo III